# Trigonometriska ettan

Enhetscirkeln

Trigonometriska ettan är ett trigonometriskt samband som erhålls om Pythagoras sats tillämpas på enhetscirkeln (figur 1):
{\displaystyle \sin ^{2}t+\cos ^{2}t=1\,.}

## Sambanden mellan kvadraterna på sinus, cosinus, tangens och cotangens för en vinkel
Omstrukturerad ger trigonometriska ettan de mycket användbara:
{\displaystyle \sin ^{2}t=1-\cos ^{2}t} och
{\displaystyle \cos ^{2}t=1-\sin ^{2}t}.
vilka genom division med {\displaystyle \cos ^{2}t} ger (efter lite omstrukturering):
{\displaystyle \sin ^{2}t={\frac {\tan ^{2}t}{1+\tan ^{2}t}}} och
{\displaystyle \cos ^{2}t={\frac {1}{1+\tan ^{2}t}}}.
medan division med {\displaystyle \sin ^{2}t} på samma sätt ger:
{\displaystyle \sin ^{2}t={\frac {1}{1+\cot ^{2}t}}} och
{\displaystyle \cos ^{2}t={\frac {\cot ^{2}t}{1+\cot ^{2}t}}}.
Och om vi i stället dividerar {\displaystyle \sin ^{2}t=1-\cos ^{2}t} och {\displaystyle \cos ^{2}t=1-\sin ^{2}t} med varandra får vi:
{\displaystyle \tan ^{2}t={\frac {\sin ^{2}t}{1-\sin ^{2}t}}={\frac {1-\cos ^{2}t}{\cos ^{2}t}}} och omvänt
{\displaystyle \cot ^{2}t={\frac {\cos ^{2}t}{1-\cos ^{2}t}}={\frac {1-\sin ^{2}t}{\sin ^{2}t}}}
För att göra listan fullständig har vi från definitionerna av tangens och cotangens även:
{\displaystyle \tan ^{2}t={\frac {1}{\cot ^{2}t}}}
{\displaystyle \cot ^{2}t={\frac {1}{\tan ^{2}t}}}

## Bevis

### Med rätvinkliga trianglar
I rätvinkliga trianglar har man följande relationer för en vinkel {\displaystyle x} med motstående katet {\displaystyle a}, närliggande katet {\displaystyle b} och hypotenusan {\displaystyle c}:
{\displaystyle \sin x={\frac {a}{c}}}
{\displaystyle \cos x={\frac {b}{c}}}
Av detta följer
{\displaystyle {\sin }^{2}x+{\cos }^{2}x={\frac {a^{2}+b^{2}}{c^{2}}}=1}
Den sista likheten följer av sambandet {\displaystyle a^{2}+b^{2}=c^{2}} enligt Pythagoras sats.
Observera att detta endast bevisar satsen för vinklar mellan 0 och {\displaystyle {\frac {\pi }{2}}} radianer. För att bevisa satsen för de vinklar {\displaystyle \ x} som uppfyller {\displaystyle -\pi \leq x\leq \pi } (detta intervall är tillräckligt då sinus och cosinus är periodiska funktioner), kan man se att
{\displaystyle \cos(x+{\frac {\pi }{2}})=-\sin x}
{\displaystyle \sin(x+{\frac {\pi }{2}})=\cos x}
Av detta följer
{\displaystyle {\cos }^{2}(x+{\frac {\pi }{2}})=(-\sin(x))^{2}={\sin }^{2}x}
{\displaystyle {\sin }^{2}(x+{\frac {\pi }{2}})={\cos }^{2}x}
Vilket visar att sambandet gäller för {\displaystyle 0\leq x\leq \pi }. Vi vet att:
{\displaystyle \cos(-x)=\cos x\,}
{\displaystyle \sin(-x)=-\sin x\,}
Av vilket följer
{\displaystyle \ {\cos }^{2}(-x)={\cos }^{2}x,}
{\displaystyle \ {\sin }^{2}(-x)=(-\sin(x))^{2}={\sin x}^{2}}
Vilket visar att sambandet {\displaystyle {\sin }^{2}x+{\cos }^{2}x=1\,} gäller för intervallet {\displaystyle -\pi \leq x\leq \pi } och därmed för alla {\displaystyle \ x}.

### Med enhetscirkel
Koordinaterna på enhetscirkeln kan beskrivas med (där {\displaystyle \alpha } är vinkeln):
{\displaystyle x=\cos \alpha \,}
{\displaystyle y=\sin \alpha \,}
Dessa koordinater uppfyller även sambandet (cirkelns ekvation):
{\displaystyle x^{2}+y^{2}=1\,}
Ur detta följer att
{\displaystyle {\sin }^{2}\alpha +{\cos }^{2}\alpha =1\,}